# The Sheffield Zulus
Els Sheffield Zulus foren un equip de futbol de curta durada establert a la ciutat de Sheffield (Anglaterra), que va existir entre el 1879 i el 1882. Inicialment es va crear per recaptar fons per a les vídues i famílies dels soldats britànics morts a la batalla d'Isandhlwana de la guerra anglozulu del 1879. L'equip es va dissoldre després de les acusacions de l'Associació Anglesa de Futbol de desprestigiar el joc no donant tots el diners que recaudaven quedant-se una part com a sou per jugar.

## Inicis
El 1879 ja van guanyar per 5 a 4 el seu segon partir (el seu primer partit va tenir lloc a Scarborough) contra el Sheffield XI, format pels millors jugadors de la ciutat, a l'estadi de Bramall Lane per recaptar diners per a les vídues i orfes dels soldats morts aquell any a la guerra zulú, molts dels quals eren originaris de la zona de Sheffield. Molts dels jugadors van ser extrets d'equips locals, especialment del Wednesday. Utilitzaven una equipació totalment negra, la qual decoraven amb collarets i plomes i, en comptes d'utilitzar els seus propis noms, van adoptar noms zulús com Ulmathoosi, Methlagazulu, Sirayo, Dabulamanzi, Magnenda, Ngobamalrosi, Umcilyn, Muyamani, Jiggleumbengo i Amatonga. La fama de l'equip creixia després de cada partit, pel que van començar a recórrer el país.

## De gira
La gira va començar contra l'equip del Chesterfield recorrent la ciutat amb vestit negre complet abans del partit. Posteriorment també es van enfrontar a equips de la ciutat de Barnsley i un equip combinat de Nottingham i Derby. Després que es va comprovar que els jugadors rebien pagaments per jugar, l'Associació Anglesa de Futbol va comunicar que seria sancionat qui jugués contra els Zulus. La situació es va convertir en crítica a Sheffield, on la final de la Wharncliffe Charity Cup de 1881 va ser cancel·lada a causa del nombre de jugadors sancionats per professionalitat. Desafiant les autoritats anaren a jugar a Escòcia el 1880, primer a Glasgow contra el Queen's Park on perderen 7 a 0 i després a Edimburg contra l'Hibernian, de nou golejats per 6 a 0. Posteriorment varen tenir una oferta per fer una gira també per Sud-àfrica, però que mai arribaren a realitzar. Tanmateix, es van veure obligats a dissoldre's el 1882.

## Conseqüències
Després d'augmentar la pressió a jugadors i clubs, el professionalisme finalment fou legalitzat per l'Associació Anglesa de Futbol el 1885. No obstant això, es va mantenir una forta oposició a la zona de Sheffield. El primer club de futbol professional de Sheffield, el Sheffield Rovers de curta durada, es va formar principalment per jugadors del Zulus. El Wednesday va seguir-ne l'exemple l'any següent.